# Suncus dayi
Suncus dayi es una especie de musaraña de la familia de los Soricidae.

## Distribución geográfica y hábitat
Es Endémica de la India, extendiéndose por un área muy pequeña.
Es un animal nocturno y crepuscular que habita las praderas de montaña.